# Kazimierz Rybicki
Kazimierz Jarosław Rybicki (ur. 14 stycznia 1891 w Wilnie, zm. 26 listopada 1958) – pułkownik piechoty Wojska Polskiego, dwukrotny kawaler Orderu Virtuti Militari.

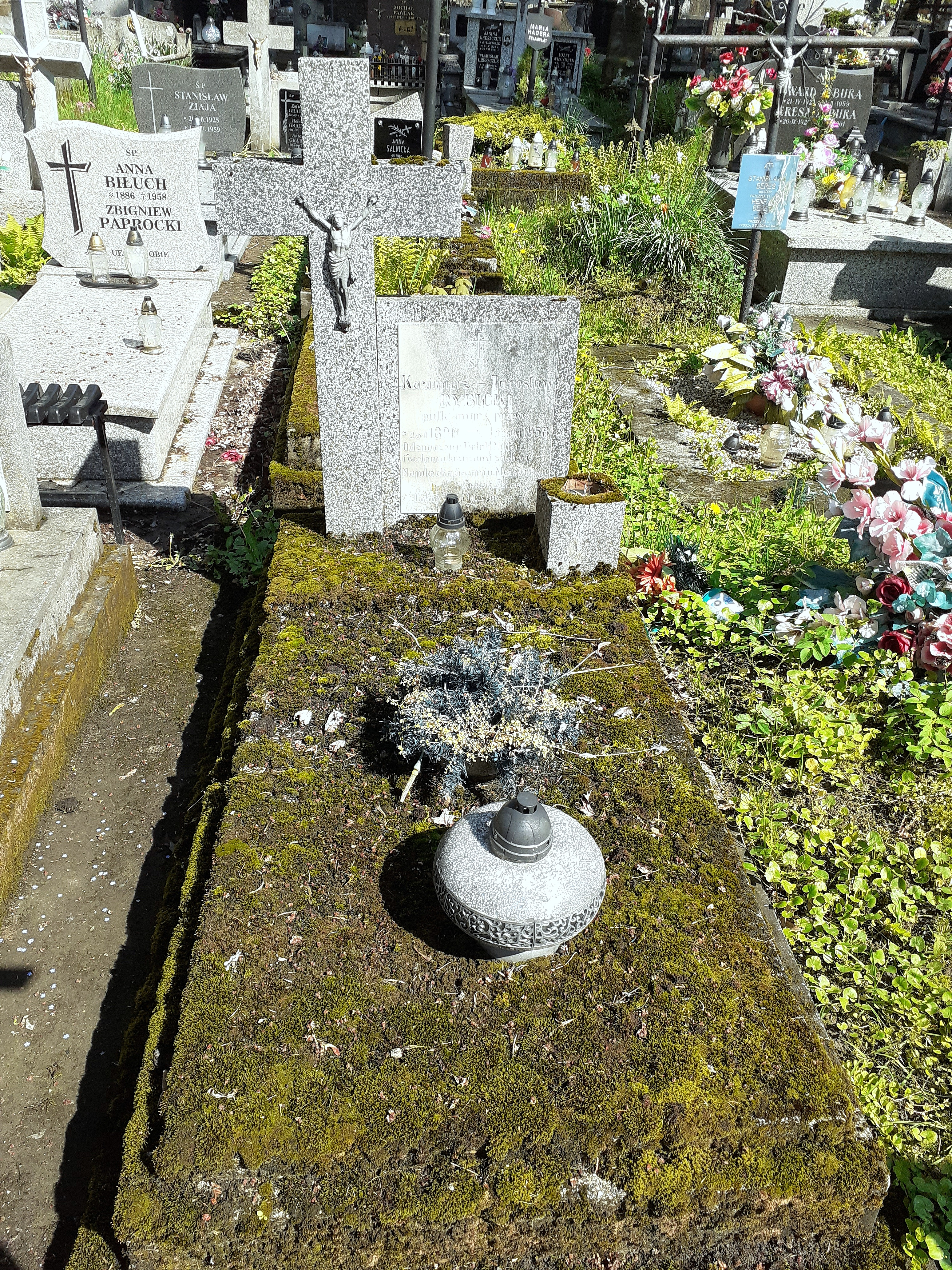
Nagrobek Kazimierza Rybickiego

## Życiorys
Urodził się 14 stycznia 1891 w Wilnie, w rodzinie Józefa. Od 14 lipca 1919 roku pełnił obowiązki dowódcy Grodzieńskiego Pułku Strzelców. 20 lutego 1920 roku objął dowództwo I Brygady 1 Dywizji Litewsko-Białoruskiej. Od 22 maja do 31 lipca 1920 roku dowodził Nowogródzkim Pułkiem Strzelców. 15 lipca 1920 roku został zatwierdzony z dniem 1 kwietnia 1920 roku w stopniu majora, w piechocie, w grupie oficerów byłych Korpusów Wschodnich i byłej armii rosyjskiej. 1 sierpnia 1920 roku objął dowodzenie II Brygadą Litewsko-Białoruską.
15 października 1921 roku został dowódcą 45 pułku piechoty Strzelców Kresowych w Równem. 3 maja 1922 roku został zweryfikowany w stopniu podpułkownika ze starszeństwem z dniem 1 czerwca 1922 roku i 235. lokatą w korpusie oficerów piechoty. 29 czerwca 1926 roku dowodzoną przez niego jednostkę boleśnie dotknęła katastrofa pod Powurskiem, lecz nie wpłynęła ujemnie na jego dalszą karierę zawodową. 16 marca 1927 roku awansował na pułkownika ze starszeństwem z dniem 1 stycznia 1927 roku i 22. lokatą w korpusie oficerów piechoty. 6 lipca 1929 roku został wyznaczony na stanowisko dowódcy 49 pułku piechoty Strzelców Kresowych w Stanisławowie. W czerwcu 1930 roku został członkiem Oficerskiego Trybunału Orzekającego. Do września 1939 roku pełnił służbę na stanowisku zastępcy przewodniczącego Oficerskiego Trybunału Orzekającego.
19 września 1939 roku przebywał w folwarku Rejówka, gdzie podporządkował mu się podporucznik Witold Barancewicz, dowódca baterii motorowej artylerii przeciwlotniczej nr 20. 21 września 1939 roku w Oranach dowodzona przez pułkownika Rybickiego grupa stoczyła walkę z oddziałem pancernym Armii Czerwonej, po czym wycofała się w kierunku Druskiennik. W nocy z 21 na 22 września, gdy grupa zatrzymała się na kilkugodzinny odpoczynek, żołnierze natychmiast zasnęli. Pułkownik „nic nikomu nie mówiąc, pełnił służbę posterunku wartowniczego”. Rano następnego dnia grupa dotarła do miejscowości Uciecha. 22 września około godz. 17:00 grupa przekroczyła granicę polsko-litewską. Podporucznik Witold Barancewicz kończąc swoje sprawozdanie z walk we wrześniu 1939 roku stwierdził: pragnę w tym miejscu wyrazić głęboki szacunek, jaki żywiliśmy wszyscy dla płk. Rybickiego. Jego zawsze spokojna, niezłomna postawa była dla nas wszystkich wzorem w czasie ostatnich ciężkich dni, które wspólnie przebywaliśmy na polu walki.
Zmarł 26 listopada 1958. Został pochowany na cmentarzu Pobitno w Rzeszowie.

## Ordery i odznaczenia
- Krzyż Złoty Orderu Wojskowego Virtuti Militari nr 4 – 24 listopada 1922[13][14]
- Krzyż Srebrny Orderu Wojskowego Virtuti Militari nr 3580[13] – 15 marca 1921[15]
- Krzyż Oficerski Orderu Odrodzenia Polski
- Krzyż Walecznych czterokrotnie[13]
- Złoty Krzyż Zasługi – 10 listopada 1928[16][13]
- Krzyż Zasługi Wojsk Litwy Środkowej – 3 marca 1926[17][13]
- Medal Pamiątkowy za Wojnę 1918–1921
- Medal Dziesięciolecia Odzyskanej Niepodległości